# Yoigo
Yoigo è il marchio con cui opera il quarto operatore mobile spagnolo con una rete UMTS/3G/LTE 4G di proprietà. Nei luoghi non ancora raggiunti dal segnale, gli utenti Yoigo possono continuare ad usufruire dei servizi di comunicazione tramite accordi di roaming nazionale sulle reti GSM e UMTS dell'operatore
Movistar.

## Storia
Inizialmente l'operatore avrebbe dovuto chiamarsi Xfera, come tuttora indicato dal nome della società. È stata creata nel 2000 quando una serie di investitori si sono uniti per partecipare alla gara di assegnazione di una nuova licenza UMTS in Spagna. Inizialmente i principali azionisti erano l'azienda francese Vivendi, il gruppo spagnolo ACS e l'operatore telefonico scandinavo Sonera (oggi TeliaSonera).
Nel 2001 l'azienda non era ancora operativa ed era in una situazione di stallo, questo per via di diversi problemi legati alla nuova tecnologia UMTS e alle difficoltà ad accedere al mercato. Le uniche attività svolte in quel periodo furono la creazione di un brand forte, il tentativo di stringere accordi di roaming nazionale con gli operatori esistenti per garantire una buona copertura del servizio e l'attivazione di alcuni ripetitori al fine di non perdere la licenza UMTS assegnata.
A giugno 2003 la maggior parte degli azionisti lamentava il forte investimento economico che avevano dovuto fare per un progetto che ancora non era stato lanciato, infine nel 2003 Vivendi vendette la propria quota agli altri azionisti ad un prezzo simbolico di 1 euro.
Dopo continui rinvii e ritardi nel lancio commerciale del servizio, dietro il rischio che il governo spagnolo revocasse la licenza all'operatore finalmente le operazioni iniziano nel giugno 2006, quando TeliaSonera, azionista di minoranza, salì al 76,56 % delle azioni Xfera.
Nell'ottobre 2006, Xfera annunciò che il servizio sarebbe stato commercializzato dietro il nuovo brand Yoigo a partire dal mese di dicembre. Il nuovo nome fu scelto per riflettere la semplicità nelle tariffe e nella facilità d'utilizzo dei servizi.

## Yoigo e il mercato

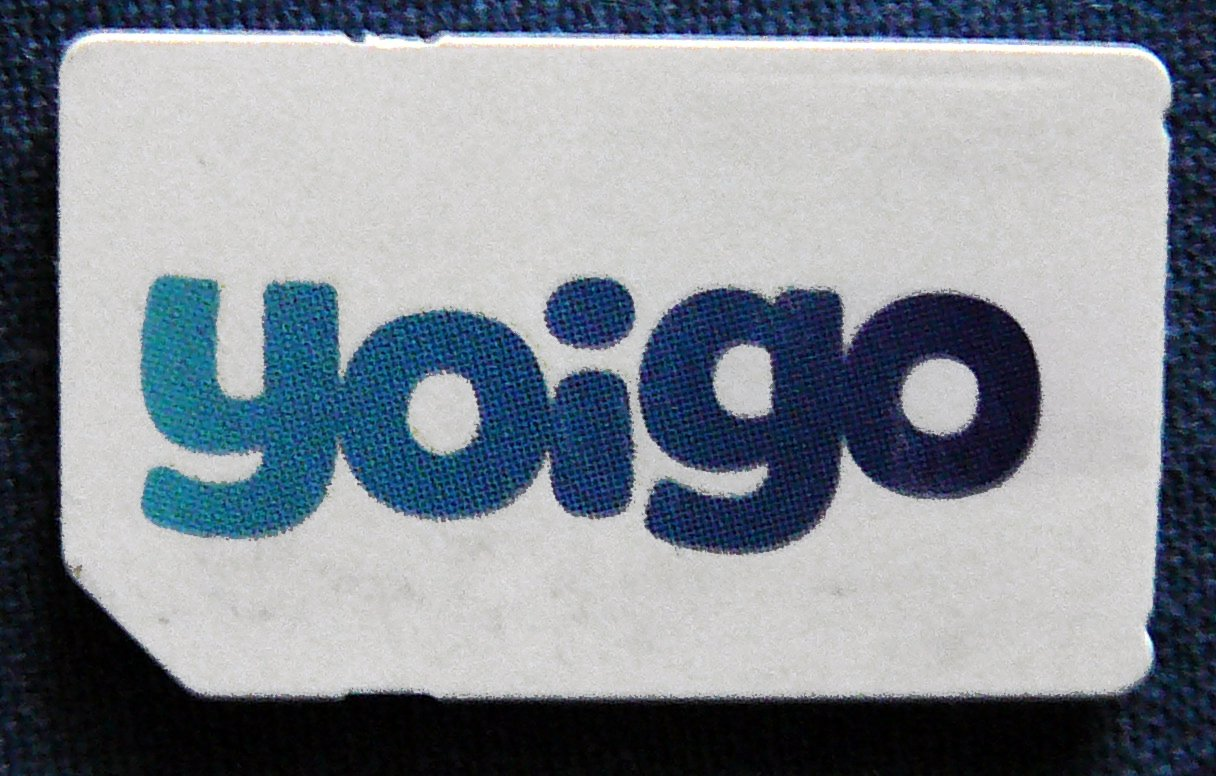
Yoigo SIM card

Yoigo è nata con una copertura a macchia di leopardo, pertanto inizialmente ha dovuto ricorrere ad accordi di roaming nazionale sulla rete GSM di Vodafone. Ciò ha fatto sì che almeno nella fase iniziale i servizi di connettività 3G fossero disponibili in zone molto ristrette coperte direttamente dalla rete UMTS di proprietà e altri servizi (come quelli di videochiamata) non fossero disponibili. Scaduto l'accordo per il roaming nazionale con Vodafone, ne è stato siglato uno nuovo con Movistar.
Per la distribuzione Yoigo ha scelto di non utilizzare negozi di proprietà, bensì di basarsi su una rete di franchising.
Nonostante tutte le difficoltà iniziali, la tariffa semplice ed economica offerta da Yoigo (0,12 cent al minuto più 0,12 cent alla risposta a qualsiasi ora e verso qualsiasi numero in Spagna) unita ad un piano dati conveniente (0,12 cent/KB fino ad un massimo di 1,20 euro al giorno) ne hanno fatto un successo. L'azienda stessa annunciò di aver triplicato le proprie aspettative durante i primi mesi dal lancio e spiegò alcuni ritardi nelle consegne delle USIM proprio con questo successo inatteso.
Nel gennaio 2009 Yoigo ha raggiunto il milione di clienti.
I principali competitori di Yoigo sono i tre grandi operatori mobili spagnoli (Movistar, Vodafone e Orange) ed i nuovi operatori mobili virtuali come Euskaltel Móvil, Happy Móvil, Lebara España e Simyo.